# 大事件
《大事件》是一部於2004年上映的香港電影，杜琪峯執導，元彬任武術導演，任賢齊、陳慧琳和張家輝主演。劇情描述香港警務處與搶匪鬥智鬥力的過程，並且利用香港傳媒為彼此角力的工具。後來被翻拍為俄羅斯版本《莫斯科大事件》，於2009年5月7日上映。本片入圍第57屆康城影展非競賽單元。

## 故事大綱
電視攝製隊無意中攝得警隊於街頭被元（任賢齊飾）率領的悍匪重創，更被電視台拍攝到有警員向匪徒舉高雙手求饒，令全港市民嘩然，警方威信頓時蕩然無存。為了重整士氣，全港三萬名警察誓要捉拿疑犯歸案。重案組督察恆（張家輝飾）追蹤元至一幢大廈，正欲行動之際，副指揮官Rebecca（陳慧琳飾）卻打算將整個行動現場直播，利用傳媒一洗警隊頹風。市民全都屏聲靜氣，觀看這場電視史上前所未有的「大事件」。
元的賊夥早在大廈中設置手榴彈的陷阱，等待恆的警察。而元早在手榴彈爆炸前離開，並闖入8樓E室的單位，劫持了單位中居住的阿葉（林雪飾）和兩名小孩。而在PTU警員在大廈疏散居民其間，與其中一名居民發生不小心碰撞，警員突然感覺該名市民腰間有不尋常物件，於是想把他截停，該名市民立即拔出手槍，和警員爆發槍戰，原來該名市民與他的同黨是殺手，分別是春哥（尤勇饰）和小王，一同於大廈暫住。由於槍聲驚動元的賊夥，以為是他的同黨，於是決定出手營救，把一個石油氣樽扔出走廊，然後引爆，但當營救成功後，便發現不是自己的同黨。 PPRB的Grace（邵美琪飾）決定將这次交战中爆炸的片段剪掉，只剩下英勇的警察開槍擊退匪徒的片段，然後公開給各大傳媒；元看到新聞報導後，便將由於下屬身上手提電話中錄影到的鎗戰影片發送給傳媒，片段中顯示警察被元的悍匪迫退，令警務處大為尷尬，Rebecca因此誓要把元等人逮捕。
Rebecca 力勸元投降，但是兩幫歹徒聯手對抗警察，談判間元對Rebecca的作風產生興趣。在SDU攻入單位前，阿葉突然從廚房爬出窗口，元便威脅Rebecca不撤走SDU便會殺阿葉。Rebecca让SDU暂停进攻，让元拉上阿葉后，利用释放捆有手榴弹并盖上遮盖的剩余居民，乘乱逃脱，期间被Rebecca和恆识破，发生枪战，最終只剩下元和春哥引爆在電梯底下的炸彈，從缺口成功逃脫。 Rebecca 從元死去的同黨阿中手中仍然在通話的手提電話中，追蹤到元的位置。 Rebecca 從未見過元本人，而當Rebecca 和元相認時，元立即趁亂跑走，而當Rebecca尾隨追至，卻大意地被元挾持。恆欲追上營救，但受到阻碍和被元还击拖延。元帶著 Rebecca前往春哥本來今天要刺杀的目標，可是警察憑著 Rebecca 身上的微型攝影機追蹤而至，使元的行動失敗。本來元可以鎗殺 Rebecca，更要求她舉手投降，但是 Rebecca 說「個show唔可以衰喺我手上（這場表演不可以栽在我手上）」。元不忍心 Rebecca 喪命，於是向天開鎗，導致警察和恆把他擊斃。警方将Rebecca和恆捧为这场“show”的英雄。
後記：翌日，春代替元往打劫解款車，被當場擊斃。

## 演員表
| 演員   | 角色                                       |
| 任賢齊 | 陳一元，劫匪老大                           |
| 陳慧琳 | 方潔霞／Rebecca／Madam Fong（警司）        |
| 張家輝 | 張志恆（重案組督察），海的上司             |
| 張兆輝 | 楊Sir／Eric（總警司）                      |
| 許紹雄 | 海，張志恆的下属与隊員                     |
| 任達華 | 黃Sir／CK（警務處副處長）                  |
| 邵美琪 | 周慧兒／Grace（警察公共關係科總督察）      |
| 林 雪  | 葉，八楼住户，有一儿一女，三人成为匪徒人质 |
| 尤 勇  | 張春，殺手                                 |
| 黃志偉 | 小王，殺手                                 |
| 丁海峰 | 張龍，劫匪成員                             |
| 李海濤 | 彭中，劫匪成員                             |
| 曾守明 | 舉手投降的軍裝警員                         |
| 林子博 | 受傷警員                                   |
| 徐忠信 | 張春的暗殺目標                             |

## 各地電影分級制度
| 電影分級制度 |      |
| 國家／地區   | 級別 |
| 香港         | IIB  |
| 台灣         | 輔   |

## 獎項與提名
| 頒獎典禮                   | 獎項         | 名單             | 結果 |
| -------------------------- | ------------ | ---------------- | ---- |
| 第41屆金馬獎               | 最佳劇情片   | 不適用           | 提名 |
| 第41屆金馬獎               | 最佳導演     | 杜琪峯           | 獲獎 |
| 第41屆金馬獎               | 最佳剪輯     | David Richardson | 獲獎 |
| 第41屆金馬獎               | 最佳動作設計 | 元彬             | 提名 |
| 第41屆金馬獎               | 最佳視覺效果 | 馬文現           | 提名 |
| 第41屆金馬獎               | 最佳美術設計 | 奚仲文           | 提名 |
| 第34屆錫切斯電影節         | 最佳電影     | 不適用           | 提名 |
| 第34屆錫切斯電影節         | 最佳導演     | 杜琪峯           | 獲獎 |
| 第7屆長春電影節            | 金鹿獎       | 不適用           | 提名 |
| 第7屆長春電影節            | 最佳導演     | 杜琪峯           | 獲獎 |
| 第7屆長春電影節            | 最佳女主角   | 陳慧琳           | 提名 |
| 第7屆長春電影節            | 技術創新獎   | 不適用           | 提名 |
| 第11屆香港電影評論學會大獎 | 推薦電影     | 不適用           | 獲獎 |
| 第10屆香港電影金紫荊獎     | 最佳導演     | 杜琪峯           | 提名 |
| 第10屆香港電影金紫荊獎     | 十大華語片   | 不適用           | 獲獎 |
| 第24屆香港電影金像獎       | 最佳電影     | 不適用           | 提名 |
| 第24屆香港電影金像獎       | 最佳導演     | 杜琪峯           | 提名 |
| 第24屆香港電影金像獎       | 最佳女配角   | 邵美琪           | 提名 |
| 第24屆香港電影金像獎       | 最佳剪接     | David Richardson | 提名 |

## 播放時間
| 香港 ViuTV 星期六20:30-22:30節目 | 香港 ViuTV 星期六20:30-22:30節目                               | 香港 ViuTV 星期六20:30-22:30節目 |
| -------------------------------- | -------------------------------------------------------------- | -------------------------------- |
|                                  | （亞洲聯合財務YES UA呈獻：週六好戲勢) 大事件 （2021年4月17日） |                                  |
| 闖蕩埃及 (2021年4月17日)         | 起底事務所 （2021年4月17日）                                   |                                  |

由於本片涉及帶有不雅用語，不當行為及暴力鏡頭，ViuTV播出版本會適當有所刪剪，未必能夠播出完整版本。

## 外部連結
- 開眼電影網上《大事件》的資料（繁體中文）
- 豆瓣电影上《大事件》的資料 （简体中文）
- 时光网上《大事件》的資料（简体中文）
- AllMovie上《大事件》的资料（英文）
- 爛番茄上《大事件》的資料（英文）
- 香港影庫上《大事件》的資料（繁體中文）
- 互联网电影数据库（IMDb）上《大事件》的资料（英文）